# Marco Storari
Marco Storari (Pisa, 7 gennaio 1977) è un dirigente sportivo ed ex calciatore italiano, di ruolo portiere, responsabile tecnico della Juventus.
Con la maglia della società bianconera, squadra in cui ha militato dal 2010 al 2015, ha vinto quattro campionati italiani consecutivi (dal 2011-2012 al 2014-2015); con i bianconeri ha vinto anche due Supercoppe italiane (2012 e 2013) e una Coppa Italia (2014-2015). Inoltre, ha fatto parte della rosa del Milan che ha vinto la Champions League nel 2006-2007 e da portiere titolare del Cagliari ha vinto il campionato di Serie B 2015-2016.

## Biografia
È sposato con Veronica Zimbaro, siciliana, avvocato, Storari è il proprietario della Catena di hotel Vmaison Hotel e dell’azienda di design Vmaison Interior. La coppia ha due figli: Tommaso e Piergiorgio.

## Caratteristiche tecniche
Apprezzato per l'affidabilità e la continuità di rendimento, Storari è stato un portiere reattivo e abile nel parare i calci di rigore.

## Carriera

### Giocatore

#### Gli inizi
Ha iniziato la sua carriera al Forte Braschiper poi entrare nelle giovanili della Roma, rimanendovi per quattro anni. Passato al Ladispoli nel 1991, dopo quattro stagioni è stato acquistato dal Perugia, dove tra le file delle giovanili ha vinto il Campionato Primavera del 1995-1996 e del 1996-1997. Nel 1998 ha poi avuto una breve esperienza in prestito nel Montevarchi.
Nella stagione seguente si è trasferito all'Ancona, dove nel 1999-2000 ha contribuito alla promozione della squadra in Serie B. Il 1º febbraio 2002 si è infortunato al legamento crociato del ginocchio al Franchi contro il Siena, partita nella quale era stato decisivo per il pareggio ottenuto dai marchigiani.
In seguito è stato acquistato in comproprietà dal Napoli.

#### Messina
Ceduto nel 2003 al Messina, ha conquistato la promozione in Serie A nel 2003-2004. Nella stagione 2004-2005 è tra i protagonisti dell'ottimo campionato del Messina in Serie A, che ha raggiunto il 7º posto (nuovo record dei peloritani), rivelandosi un infallibile para-rigori come già nella stagione precedente.

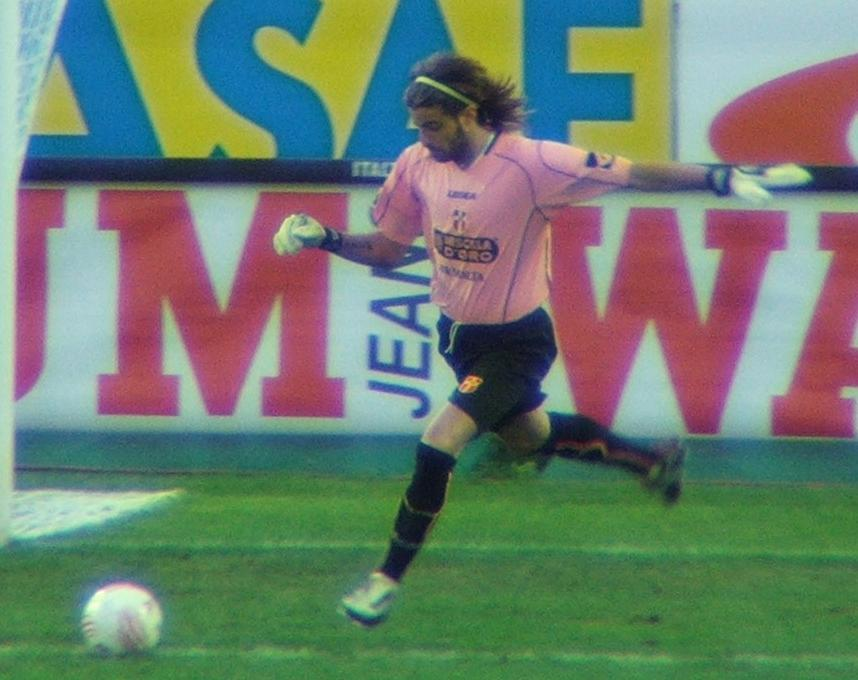
Storari nel 2005 al Messina, mentre effettua un calcio di rinvio.

Nell'anno 2005-2006 non è riuscito a ripetere quanto fatto nella stagione precedente e il Messina è retrocesso, venendo poi ripescato in Serie A a seguito dello scandalo "Calciopoli", al posto della Juventus. All'inizio del campionato 2006-2007, con il nuovo allenatore Bruno Giordano e la partenza di Carmine Coppola, è diventato ufficialmente capitano della squadra siciliana. Tra le partite in cadetteria ha esordito il 23 settembre 2006 nel derby contro il Catania e il 25 ottobre dello stesso anno nel derby contro il Palermo, indossando la fascia al braccio.

#### Milan e Levante
Il 17 gennaio 2007, durante la sessione invernale del calciomercato, è stato ingaggiato dal Milan. Ha esordito l'11 febbraio in Milan-Livorno (2-1), sostituendo Dida e Kalac, entrambi indisponibili. Il 17 febbraio è stato nuovamente titolare in Siena-Milan (3-4), ma dopo il rientro dagli infortuni degli altri portieri milanisti non ha fatto più apparizioni come titolare nel Milan, se non in Milan-Udinese (2-3) del 19 maggio, partita che ha preceduto la finale di Champions League 2006-2007 (poi vinta), dove l'allenatore Carlo Ancelotti, come secondo di Dida, gli ha preferito Kalac.
Il 12 agosto 2007 è stato ceduto in prestito dal Milan agli spagnoli del Levante. La sua avventura in Spagna, complice la crisi economica del Levante, è durata appena 6 mesi, nei quali comunque, nonostante le 30 reti subite, è risultato spesso uno dei migliori in campo. Il 9 gennaio 2008 è quindi ritornato in Italia, girato in prestito dal Milan al Cagliari.

#### Cagliari e Fiorentina
Il suo arrivo al Cagliari, contestuale all'arrivo di Cossu e di Jeda, è coinciso con l'inizio di una rimonta con cui, dopo i soli 10 punti realizzati nel girone di andata, il Cagliari ha conquistato 33 punti nel solo girone di ritorno, collocandosi fuori dalla zona retrocessione che aveva occupato per la quasi totalità del campionato e ottenendo così la salvezza. Storari si è rivelato protagonista nelle file della squadra sarda.
Tornato al Milan dopo la fine del prestito, il 15 luglio 2008 è stato dato in prestito dai rossoneri alla Fiorentina. Ha esordito in maglia viola il 17 gennaio 2009 contro la squadra che deteneva il suo cartellino, il Milan, che si è imposta per 1-0 sulla società toscana. Durante la stagione ha giocato solo un'altra partita in Coppa Italia.

#### Ritorno al Milan, Sampdoria
Nell'estate 2009 ha fatto rientro al Milan a fine prestito. Ha iniziato la stagione 2009-2010 come titolare, data anche l'indisponibilità per infortunio di Christian Abbiati, debuttando il 22 agosto 2009 in Serie A nella partita vinta 2-1 in casa del Siena.
Il 15 settembre 2009 ha esordito nelle competizioni UEFA per club in Olympique Marsiglia-Milan (1-2), partita valida per la prima giornata della fase a gironi della Champions League 2009-2010.
Dopo un infortunio subito nell'ottobre del 2009, ha perso il posto di titolare a vantaggio di Dida, disputando solo una partita in Coppa Italia contro il Novara prima della cessione alla Sampdoria nella finestra di mercato di gennaio 2010.
Il 15 gennaio 2010 è passato in prestito alla Sampdoria per sostituire l'infortunato Luca Castellazzi. Ha esordito con i blucerchiati due giorni più tardi al Luigi Ferraris contro il Catania (1-1). Nel corso della stagione ha disputato tutte le altre 18 gare da titolare con un rendimento molto buono, che lo ha portato a essere una dei protagonisti della stagione blucerchiata terminata con l'accesso ai preliminari della Champions League 2010-2011.

#### Juventus

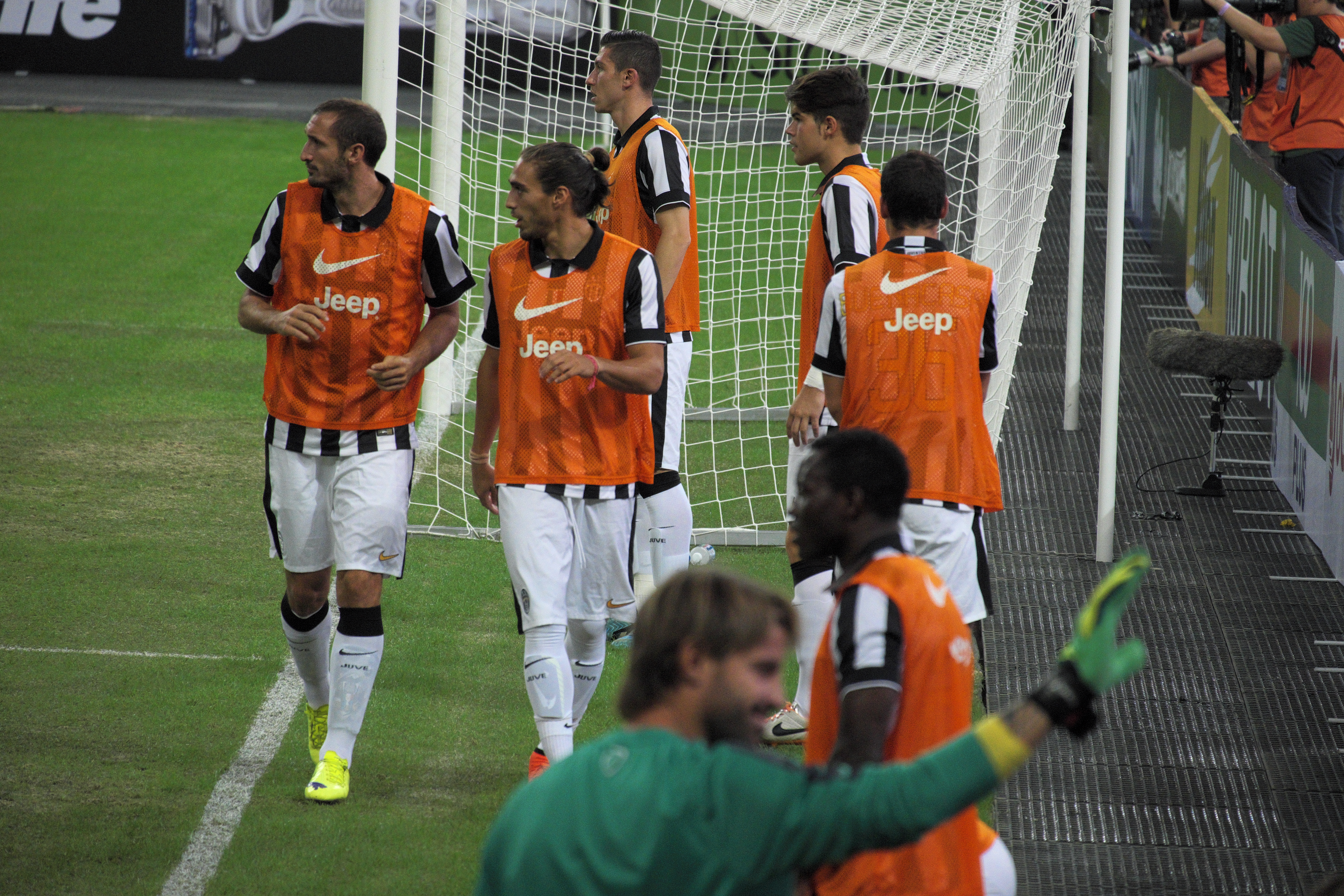
Storari (in primo piano) alla Juventus nel precampionato 2014

Rientrato al Milan al termine del prestito sampdoriano, il 23 giugno 2010 viene acquistato dalla Juventus per 4,5 milioni di euro; la società torinese era in cerca di un valido sostituto di Gianluigi Buffon nel ruolo di portiere titolare per i mesi a venire, a seguito del grave infortunio rimediato dallo storico numero uno bianconero al campionato del mondo 2010. Storari fa il suo esordio in maglia juventina il 29 luglio 2010 in Irlanda, contro lo Shamrock Rovers, in una partita valida per il terzo turno preliminare di Europa League, vinta per 2-0 dalla Juventus; evidenzia ancora di più l'ottimo avvio di stagione il 19 dicembre 2010, parando il primo rigore con la maglia bianconera a Michele Marcolini nella trasferta di Verona contro il Chievo (finita poi 1-1). Gioca in campionato tutte le gare del girone d'andata, con un buon rendimento tra i pali, per poi lasciare il posto da titolare al rientrato Buffon a partire dalla 20ª giornata.
Nella stagione successiva (caratterizzata dal passaggio della panchina della Juventus da Luigi Delneri ad Antonio Conte) è stabilmente riserva di Buffon in campionato, ma con 3 presenze dà il suo apporto alla vittoria dello scudetto, il primo dei bianconeri nel post-Calciopoli ed il primo della carriera per Storari, matematicamente arrivato il 6 maggio 2012 con il successo esterno sul Cagliari; è invece titolare in Coppa Italia, dove coi torinesi raggiunge la finale poi persa a Roma contro il Napoli. Nonostante l'ormai assodato ruolo di secondo portiere, Storari decide di restare in Piemonte anche negli anni seguenti.
La stagione 2012-2013 inizia con la vittoria della Supercoppa italiana allo Stadio Nazionale di Pechino, grazie al punteggio di 4-2 sul Napoli. Il 5 maggio 2013, a seguito della vittoria interna della Juventus sul Palermo per 1-0, vince il secondo campionato consecutivo. Il trionfo in Serie A è replicato il 4 maggio 2014, quando per Storari arriva il terzo scudetto della carriera. In entrambe le stagioni, contribuisce al titolo con 6 presenze.
L'ultimo scudetto in bianconero per Storari arriva nella stagione 2014-2015, sotto la guida tecnica di Massimiliano Allegri, in cui mette a referto 5 presenze in campionato. Tra le altre, il 16 maggio 2015 gioca il derby d'Italia a Milano contro l'Inter (per far riposare Gianluigi Buffon in vista della finale di Champions League): in questa partita si distingue particolarmente per un doppio intervento prima su Rodrigo Palacio e poi, sulla ribattuta, su Mauro Icardi, salvando la porta e il vantaggio della Juventus; la partita finirà 1-2 in favore dei bianconeri. Disputa poi da titolare la finale di Coppa Italia 2014-2015, vinta quattro giorni dopo contro la Lazio. Al termine della stagione, dopo un lustro a Torino, decide di lasciare la Juventus, con 64 presenze complessive e 7 titoli conquistati (4 scudetti, 2 supercoppe e 1 coppa nazionale).

#### Ritorno al Cagliari, secondo ritorno al Milan e ritiro
Il 3 luglio, a distanza di sette anni, ritorna al Cagliari in Serie B. Il 15 agosto è subito decisivo nel terzo turno della Coppa Italia 2015-2016 a Trapani respingendo tre calci di rigore ai siciliani (uno durante i tempi supplementari e due nella lotteria finale) e con altri interventi decisivi, contribuendo alla qualificazione dei sardi al quarto turno del torneo stesso contro il Sassuolo. Titolare fisso della squadra sarda, contribuisce al ritorno del Cagliari in Serie A, reso ufficiale il 6 maggio 2016 dopo la vittoria contro il Bari per 3-0.
Dopo aver perso nel finale del girone d'andata il posto da titolare, il 10 gennaio 2017, a 40 anni, viene ceduto a titolo definitivo al Milan, facendo così ritorno nel club rossonero per la terza volta in carriera. Veste la maglia numero 30, già utilizzata in rossonero nella stagione 2009-2010, e ricopre il ruolo di secondo portiere dietro Gianluigi Donnarumma.
La stagione seguente viene confermato come secondo portiere. Torna in campo con la maglia del Milan il 24 agosto 2017, giocando il ritorno dei play-off di Europa League in casa dei macedoni dello Škendija, vinto per 1-0. A fine stagione rimane svincolato e, all'età di 41 anni, decide di appendere i guanti al chiodo.

#### Nazionale
Nell'ottobre del 2005 è stato convocato in Nazionale da Marcello Lippi come terzo portiere per la partita contro la Slovenia. In quella gara, siccome Gianluigi Buffon era infortunato, i portieri convocati furono Angelo Peruzzi, Morgan De Sanctis e Flavio Roma. Dopo l'infortunio di quest'ultimo, visto che la gara si disputava a Palermo, venne convocato d'urgenza l'allora portiere del Palermo Nicola Santoni, che però dovette rinunciare a causa di altri impegni già presi, quindi fu chiamato Storari, che giocava nel Messina.

### Dirigente
Il 23 settembre 2020 entra nello staff dirigenziale della Juventus in qualità di addetto al Professionals Talent Development, con l'obiettivo di seguire il percorso di crescita dei migliori talenti del settore giovanile bianconero.
Nell'aprile del 2022 consegue il diploma da direttore sportivo.

## Statistiche

### Presenze e reti nei club
Statistiche aggiornate al 4 giugno 2018.
| Stagione        | Squadra         | Campionato      | Campionato | Campionato | Coppe nazionali | Coppe nazionali | Coppe nazionali | Coppe continentali | Coppe continentali | Coppe continentali | Altre coppe | Altre coppe | Altre coppe | Totale | Totale |
| Stagione        | Squadra         | Comp            | Pres       | Reti       | Comp            | Pres            | Reti            | Comp               | Pres               | Reti               | Comp        | Pres        | Reti        | Pres   | Reti   |
| --------------- | --------------- | --------------- | ---------- | ---------- | --------------- | --------------- | --------------- | ------------------ | ------------------ | ------------------ | ----------- | ----------- | ----------- | ------ | ------ |
| 1994-1995       | Ladispoli       | CND             | 12         | -8         | -               | -               | -               | -                  | -                  | -                  | -           | -           | -           | 12     | -8     |
| 1995-1996       | Perugia         | B               | 0          | 0          | CI              | 0               | 0               | -                  | -                  | -                  | -           | -           | -           | 0      | 0      |
| 1996-1997       | Perugia         | A               | 0          | 0          | CI              | 0               | 0               | -                  | -                  | -                  | -           | -           | -           | 0      | 0      |
| 1997-gen. 1998  | Perugia         | B               | 0          | 0          | CI              | 0               | 0               | -                  | -                  | -                  | -           | -           | -           | 0      | 0      |
| Totale Perugia  | Totale Perugia  | Totale Perugia  | 0          | 0          |                 | 0               | 0               |                    | -                  | -                  |             | -           | -           | 0      | 0      |
| gen.-giu. 1998  | Montevarchi     | C1              | 0          | 0          | -               | -               | -               | -                  | -                  | -                  | -           | -           | -           | 0      | 0      |
| 1998-1999       | Ancona          | C1              | 0          | 0          | CI              | 0               | 0               | -                  | -                  | -                  | -           | -           | -           | 0      | 0      |
| 1999-2000       | Ancona          | C1              | 33+3       | -24 + -4   | -               | -               | -               | -                  | -                  | -                  | -           | -           | -           | 36     | -28    |
| 2000-2001       | Ancona          | B               | 36         | -50        | CI              | 3               | -4              | -                  | -                  | -                  | -           | -           | -           | 39     | -54    |
| 2001-2002       | Ancona          | B               | 22         | -32        | CI              | 3               | -2              | -                  | -                  | -                  | -           | -           | -           | 25     | -34    |
| Totale Ancona   | Totale Ancona   | Totale Ancona   | 91+3       | -106 + -4  |                 | 6               | -6              |                    | -                  | -                  |             | -           | -           | 100    | -116   |
| 2002-gen. 2003  | Napoli          | B               | 4          | -6         | CI              | 0               | 0               | -                  | -                  | -                  | -           | -           | -           | 4      | -6     |
| gen.-giu. 2003  | Messina         | B               | 16         | -22        | CI              | -               | -               | -                  | -                  | -                  | -           | -           | -           | 16     | -22    |
| 2003-2004       | Messina         | B               | 45         | -44        | CI              | 1               | 0               | -                  | -                  | -                  | -           | -           | -           | 46     | -44    |
| 2004-2005       | Messina         | A               | 28         | -35        | CI              | 2               | -1              | -                  | -                  | -                  | -           | -           | -           | 30     | -36    |
| 2005-2006       | Messina         | A               | 34         | -49        | -               | -               | -               | -                  | -                  | -                  | -           | -           | -           | 35     | -49    |
| 2006-gen. 2007  | Messina         | A               | 19         | -33        | CI              | 3               | -3              | -                  | -                  | -                  | -           | -           | -           | 22     | -36    |
| Totale Messina  | Totale Messina  | Totale Messina  | 143        | -183       |                 | 6               | -4              |                    | -                  | -                  |             | -           | -           | 149    | -187   |
| gen.-giu. 2007  | Milan           | A               | 3          | -7         | CI              | 0               | 0               | UCL                | 0                  | 0                  | -           | -           | -           | 3      | -7     |
| 2007-gen. 2008  | Levante         | PD              | 17         | -33        | CR              | 0               | 0               | -                  | -                  | -                  | -           | -           | -           | 17     | -33    |
| gen.-giu. 2008  | Cagliari        | A               | 20         | -21        | CI              | 0               | 0               | -                  | -                  | -                  | -           | -           | -           | 20     | -21    |
| 2008-2009       | Fiorentina      | A               | 1          | -1         | CI              | 1               | -1              | UCL+CU             | 0                  | 0                  | -           | -           | -           | 2      | -2     |
| 2009-gen. 2010  | Milan           | A               | 7          | -7         | CI              | 1               | -1              | UCL                | 2                  | -2                 | -           | -           | -           | 10     | -10    |
| gen.-giu. 2010  | Sampdoria       | A               | 19         | -14        | -               | -               | -               | -                  | -                  | -                  | -           | -           | -           | 19     | -14    |
| 2010-2011       | Juventus        | A               | 23         | -30        | CI              | 1               | -2              | UEL                | 5                  | -1                 | -           | -           | -           | 29     | -33    |
| 2011-2012       | Juventus        | A               | 3          | -4         | CI              | 5               | -6              | -                  | -                  | -                  | -           | -           | -           | 8      | -10    |
| 2012-2013       | Juventus        | A               | 6          | -5         | CI              | 3               | -4              | UCL                | 0                  | 0                  | SI          | 0           | 0           | 9      | -9     |
| 2013-2014       | Juventus        | A               | 6          | -3         | CI              | 2               | -1              | UCL+UEL            | 0+0                | 0                  | SI          | 0           | 0           | 8      | -4     |
| 2014-2015       | Juventus        | A               | 5          | -4         | CI              | 5               | -4              | UCL                | 0                  | 0                  | SI          | 0           | 0           | 10     | -8     |
| Totale Juventus | Totale Juventus | Totale Juventus | 43         | -46        |                 | 16              | -17             |                    | 5                  | -1                 |             | -           | -           | 64     | -64    |
| 2015-2016       | Cagliari        | B               | 41         | -40        | CI              | 2               | -1              | -                  | -                  | -                  | -           | -           | -           | 43     | -41    |
| 2016-gen. 2017  | Cagliari        | A               | 15         | -36        | CI              | 1               | -1              |                    | -                  | -                  |             | -           | -           | 16     | -37    |
| Totale Cagliari | Totale Cagliari | Totale Cagliari | 76         | -97        |                 | 3               | -2              |                    | -                  | -                  |             | -           | -           | 79     | -99    |
| gen.-giu. 2017  | Milan           | A               | 0          | 0          | CI              | 0               | 0               | -                  | -                  | -                  | -           | -           | -           | 0      | 0      |
| 2017-2018       | Milan           | A               | 0          | 0          | CI              | 0               | 0               | UEL                | 2                  | -2                 | -           | -           | -           | 2      | -2     |
| Totale Milan    | Totale Milan    | Totale Milan    | 10         | -14        |                 | 1               | -1              |                    | 4                  | -4                 |             | -           | -           | 15     | -19    |
| Totale carriera | Totale carriera | Totale carriera | 415+3      | -500 + -4  |                 | 33              | -31             |                    | 9                  | -5                 |             | 0           | 0           | 461    | -548   |

## Palmarès

### Competizioni giovanili
- Campionato Primavera: 2

Perugia: 1995-1996, 1996-1997

### Competizioni nazionali
- Campionato italiano: 4

Juventus: 2011-2012, 2012-2013, 2013-2014, 2014-2015
- Supercoppa italiana: 2

Juventus: 2012, 2013
- Coppa Italia: 1

Juventus: 2014-2015
- Campionato italiano di Serie B: 1

Cagliari: 2015-2016

### Competizioni internazionali
- UEFA Champions League: 1

Milan: 2006-2007